# Ouro (heráldica)
Em heráldica, ouro, jalne, dourado, gualdo, gualde, ou jalde, (em francês: or) é o esmalte de ouro, e pertence à classe dos esmaltes claros, chamados metais. Em gravuras pode representar-se por um padrão pontilhado. É muito frequentemente representado como 
amarelo, embora folha de ouro tenha sido usada em muitos manuscritos iluminados e em brasões de armas mais extravagantes
Or plain são as armas da família espanhola de Menezes.

## Significados poéticos
As diferentes tinturas às vezes são ditas estar associadas a significados e virtudes especiais, e com certos elementos e pedras preciosas, embora essas associações tenham sido em grande parte desconsideradas por heráldicos sérios. As fontes variam, mas ouro geralmente é dito representar o seguinte:
- De jóias: topázio[7]
- De corpos celestes: o Sol[8]
- De metais: o próprio ouro.
- De virtudes: coragem e honra[9]

## Galeria

Brasão da família Gervais, França
Brasão de Chemillé, França
Brasão de armas da comuna de Aurskog-Høland, Noruega, "Ouro, uma lagosta ereta, negra.
Braços de Chantemerle-les-Blés, França
Brasão de Puy-de-Dôme, França